# Copa Del Pacífico
La Copa del Pacífico es un partido amistoso organizado por el Mazatlán Fútbol Club que sirve de preparación para los clubes previo al arranque del torneo Apertura o Clausura del Futbol Mexicano.

## Equipos que han participado
| Equipo          | Edición            | Títulos |
| --------------- | ------------------ | ------- |
| Mazatlán        | Equipo organizador | 2       |
| Monterrey       | 2024               | 1       |
| Toluca          | 2025               | 1       |
| Santos          | 2022               | 0       |
| Atlético La Paz | 2023               | 0       |

## Ediciones
| Año  | Campeón            | Final Resultado | Subcampeón               | Notas |
| ---- | ------------------ | --------------- | ------------------------ | ----- |
| 2022 | Mazatlán · México  | 2:1             | Santos · México          | [ 1 ] |
| 2023 | Mazatlán · México  | 3:1             | Atlético la Paz · México | [ 2 ] |
| 2024 | Monterrey · México | 2:1             | Mazatlán · México        | [ 3 ] |
| 2025 | Toluca · México    | 3:1             | Mazatlán · México        |       |